# Szigetújfalu
Szigetújfalu là một thị trấn thuộc hạt Pest, Hungary. Thị trấn này có diện tích 10,83 km², dân số năm 2010 là 2100 người, mật độ 194 người/km².